# 페이스 온 더 바 룸 플로어
페이스 온 더 바 룸 플로어(The Face On The Bar Room Floor)는 미국에서 제작된 찰리 채플린 감독의 1914년 영화이다. 찰리 채플린 등이 주연으로 출연하였고 맥 세네트 등이 제작에 참여하였다.

## 출연

### 주연
- 찰리 채플린

### 조연
- 프리츠 쉐이드
- 체스터 콘클린
- 해리 맥코이
- 행크 만
- 월레스 맥도널드
- 비비안 에드워즈

## 같이 보기
- 찰리 채플린의 영화 목록